# 2924 Mitake-mura
A 2924 Mitake-mura (ideiglenes jelöléssel 1977 DJ2) a Naprendszer kisbolygóövében található aszteroida. Hiroki Kosai és Kiichiro Hurukawa fedezte fel 1977. február 18-án.